# Blueberry Hill
«Blueberry Hill» (с англ. — «Черничный холм», «Голубичный холм») — американская эстрадная песня, написанная в 1940 году Винсентом Роузом (музыка), Алом Льюисом и Ларри Стоком (текст). Наибольшую популярность песня приобрела в исполнении Фэтса Домино в 1956 году.
Песня была написана для фильма «Поющий холм», но была отклонена издателем, посчитавшем, что черника не растёт на холмах. Сток же был уверен, что собирал её на холмах в годы своей юности. Песня, тем не менее, не о чернике, а о холме с таким названием, где герой песни нашёл свою любовь. Издательская фирма Chappell & Co. в итоге приобрела песню, и 31 мая 1940 года песня была записана оркестром Сэмми Кея с вокалом Томми Райана. В том же году вышло ещё пять записей песни, исполненных различными оркестрами. Самой успешной была версия оркестра Глена Миллера. В 1941 году песня была исполнена Джином Отри в фильме «Поющий холм». Луи Армстронг записал свою версию в 1949 году и нередко исполнял её на концертах.

## Версия Фэтса Домино
Именно версия Армстронга вдохновила Фэтса Домино, в чьём исполнении «Blueberry Hill» приобрела наибольшую популярность в 1956 году. Песня была записана им 26 июня 1956 года в Лос-Анджелесе (в то время как большинство записей Домино того времени проходило обычно в Новом Орлеане). Сингл «Blueberry Hill» с «Honey Chile» на обратной стороне вышел в сентябре 1956 года и занял 1-е место в хит-параде журнала «Биллборд». Сингл был продан в количестве двух миллионов экземпляров, став четвёртым синглом-«миллионером» Домино и, в конечном счёте, визитной карточкой певца.

## Другие версии
Песню исполняло множество певцов и коллективов: Элвис Пресли (1957), Литл Ричард (1958), Энди Уильямс (1959), Дуэйн Эдди, (1959), Билл Хейли (1960), Клифф Ричард (1962), The Everly Brothers (1967), Led Zeppelin (1970), Лоретта Линн (1971), Джерри Ли Льюис (1973), The Beach Boys (1976), Адриано Челентано (1977), Элтон Джон (2007) и др. В декабре 2010 года «Blueberry Hill» на благотворительном концерте в Санкт-Петербурге исполнил премьер-министр России Владимир Путин.